# Cantonul Tremblay-en-France
Cantonul Tremblay-en-France este un canton din arondismentul Le Raincy, departamentul Seine-Saint-Denis, regiunea Île-de-France, Franța.

## Comune
| Comune             | Populație (1999) | Cod poștal | Cod INSEE |
| ------------------ | ---------------- | ---------- | --------- |
| Tremblay-en-France | 34.081           | 93290      | 93073     |
| Villepinte         | 35.820           | 93420      | 93078     |